# Huutsaari (ö i Konnevesi)
Huutsaari är en ö i Konnevesi i Finland. Den ligger i sjön Konnevesi och i kommunen Konnevesi i den ekonomiska regionen  Äänekoski ekonomiska region  och landskapet Mellersta Finland, i den centrala delen av landet, 280 km norr om huvudstaden Helsingfors. Öns area är 7,7 hektar och dess största längd är 420 meter i nord-sydlig riktning.